# Alte Wassermauer in Quirein

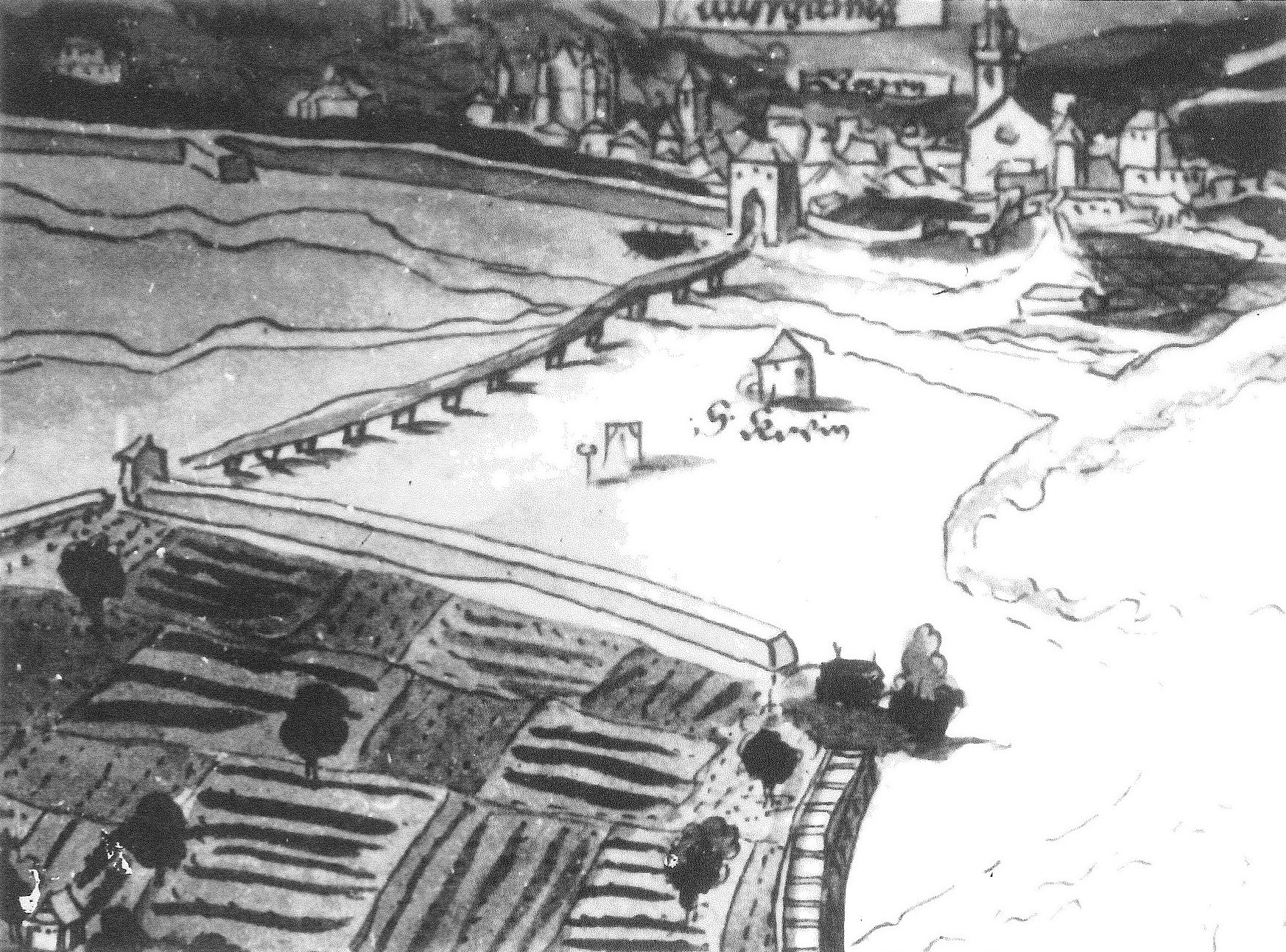
Die Quireiner Wassermauer auf der Überschwemmungskarte von 1541

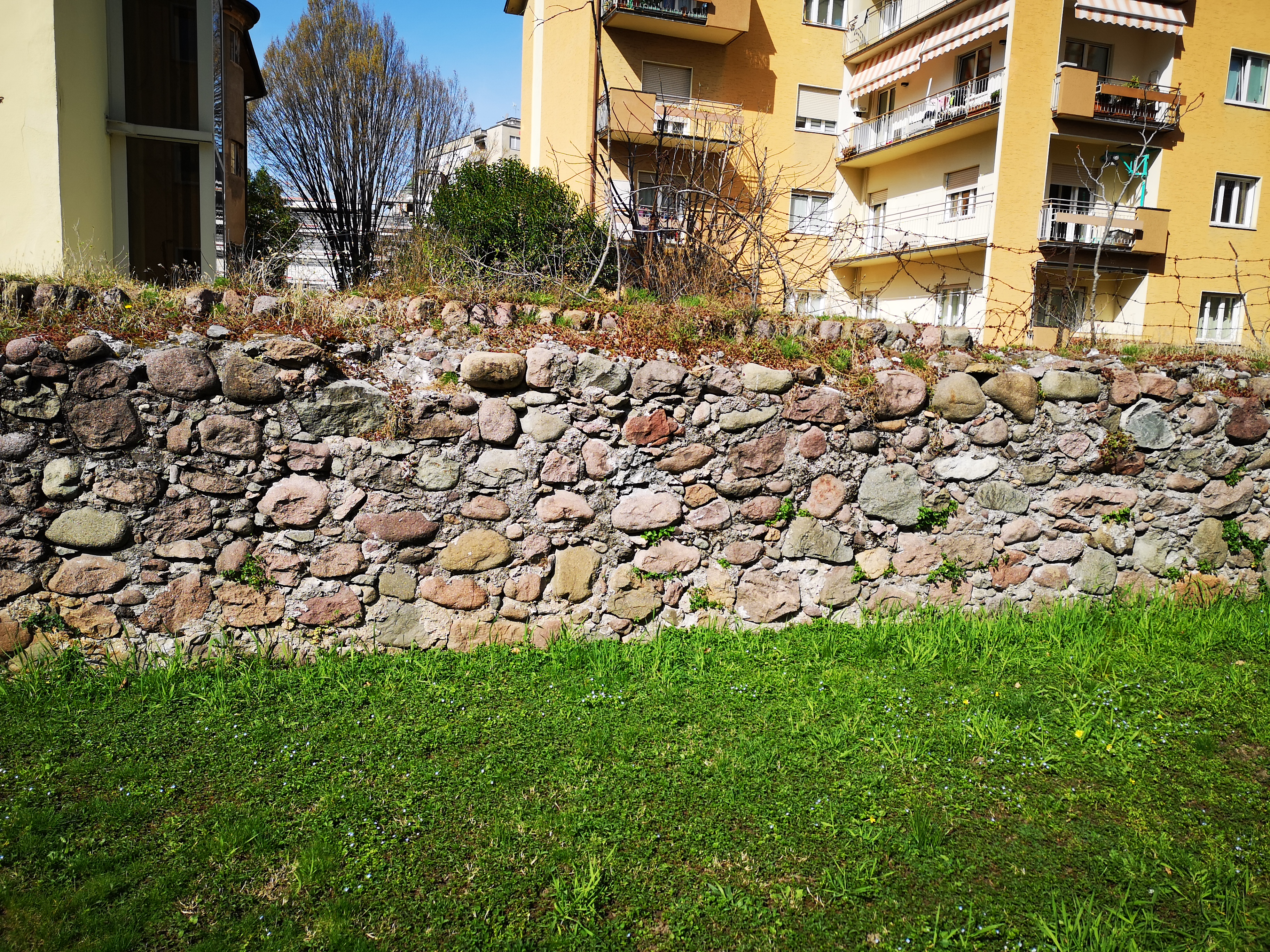
Erhaltener Abschnitt der Quireiner Wassermauer in heutiger Horazstraße

Die alte Wassermauer in Quirein ist ein mittelalterliches Bauwerk aus dem 14. oder 15. Jahrhundert im Stadtteil Quirein in Bozen. Seit 1995 steht die nur partiell erhaltene Mauer, die die Horaz-Straße ostseitig begrenzt, unter Denkmalschutz.
Einst hatte die Talfer einen anderen Verlauf als heute: Auf der Höhe zwischen Schloss Maretsch und der Talferbrücke bog der Fluss nach Südwesten ab und mündete erst ungefähr beim heutigen Don-Bosco-Platz in den Eisack. Nachdem Graf Meinhard II. von Tirol 1278 die Herrschaft über die ganze Stadt Bozen erlangt hatte, beschloss er, der Talfer einen kürzeren Verlauf zu geben. 1282 wurde dann das neue Bett gegraben, und seither fließt die Talfer geradeaus zum Eisack. Wo das neue Flussbett entstand, lagen fruchtbare Weingüter. Durch das immer wieder auftretende Talferhochwasser wurden diese ständig bedroht. Den Besitzern dieser Weingüter blieb deshalb nichts anderes übrig, als sich durch den Bau einer starken Mauer vor Überschwemmung zu schützen, vermutlich bald nach dem Jahr 1282 und spätestens nach 1442, als König Friedrich III. dem Bozner Stadtrat die Zuständigkeit für Wasserschutzbauten an Talfer und Eisack übertrug. Die ca. 350 Meter lange Mauer ist 1541 auf der Bozner Überschwemmungskarte von Bürgermeister Leonhard Hörtmair, auf der auch noch die ehemalige Quirinuskapelle sichtbar ist, bildlich dargestellt. Heute ist sie nicht mehr zur Gänze erhalten.